# 高橋良麿
高橋 良麿（たかはし よしまろ、1907年（明治40年）11月3日 - 1991年（平成3年）2月20日）は、日本の内務・警察官僚、実業家。最後の官選和歌山県知事。

## 経歴
大分県出身。高橋兼太郎の二男として生まれる。第五高等学校を卒業。1928年10月、高等試験行政科試験に合格。1929年、東京帝国大学法学部政治学科を卒業。内務省に入省し、熊本県属となる。
1941年、岩手県書記官・経済部長に就任。1942年3月から1943年12月まで南西方面海軍民政府セレベス民政部経済部長を務めた。以後、岡山県部長・警察部長、東京都経済局食糧課長、警視庁刑事部長、京都府警察部長を歴任。
1947年2月、和歌山県知事に就任。県議会議員選挙、知事選挙を執行して、同年4月に知事を退任。その後、公職追放となった。
1947年7月、呉羽化学工業取締役に就任し、同常務、同社長を歴任。さらに、富山テレビ放送取締役を務めた。